# Serixia nigrotibialis
Serixia nigrotibialis là một loài bọ cánh cứng trong họ Cerambycidae.